# Ideengeschichte
Die Ideengeschichte befasst sich mit der Entstehung und Fortentwicklung sowie Wirkung epochentypischer Mentalitäten auf der einen Seite und wissenschaftlicher Ideen und Ansätze andererseits. In letzterem Fall handelt es sich um eine Metawissenschaft, die Teil der Wissenschaftsgeschichte ist.

## Geschichte
Im Rahmen der politischen Ideengeschichte werden die seit der Antike entwickelten politischen Ideen und Konzepte wissenschaftlich untersucht. Sie fungiert mithin als Wissenschaftsgeschichte der Politikwissenschaft. Jenseits der Philosophiegeschichte finden sich auch in anderen Wissenschaftsbereichen ideengeschichtliche Teildisziplinen.
In Deutschland gilt Friedrich Meinecke, der die Ideengeschichte als geschichtswissenschaftlichen Ansatz aus der traditionellen Geistesgeschichte weiterentwickelte, als einer ihrer bedeutendsten Vertreter. Unter maßgeblichem Einfluss seiner Schüler entwickelte sich nach dem Zweiten Weltkrieg in den Vereinigten Staaten der Ansatz einer Sozialgeschichte der Ideen (social history of ideas).
Während der Weimarer Republik publizierte der deutsche Literaturhistoriker Hermann August Korff 1923 das Werk Geist der Goethezeit, in welchem er die Geistesgeschichte als eine Ideengeschichte zu fassen versuchte. So schrieb er: „Das Buch ist also mit Bewußtsein Ideengeschichte, nicht in dem üblichen Sinne Literaturgeschichte (deren Eigenrecht damit in keiner Weise angetastet werden soll). Aber es ist Ideengeschichte mit einem besonderen Rechte, weil auf der Auffassung beruhend, daß nur durch eine ideengeschichtliche Betrachtung unsere klassisch-romantische Dichtung wesenhaft zu erleuchten ist.“ Korff sah die Ideengeschichte als eine Geschichte, die über die Literaturgeschichte hinausgreift. Denn nach ihm seien die Gegenstände der Ideengeschichte nicht allein in der Literaturgeschichte manifest, sondern latent oder offen in allen kulturellen Erscheinungen präsent.
Der traditionellen Ideengeschichte wurde im Zuge unter anderem des linguistic turn vorgeworfen, historische Diskontinuitäten, soziale Kontexte und sprachliche Konstituenten allgemeiner „Ideen“ zu vernachlässigen. Neben der Sozialgeschichte der Ideen ist die sogenannte Begriffsgeschichte eine Reaktion auf diese Methodenprobleme.
Wichtige Fachzeitschriften für das Thema sind das seit 1940 erscheinende, amerikanische Journal of the History of Ideas und die Zeitschrift für Ideengeschichte (seit 2007).